# Nansene
Nansene az Amerikai Egyesült Államok északnyugati részén, Oregon állam Wasco megyéjében, Dufur közelében elhelyezkedő önkormányzat nélküli település.
Nevét az őslakosok által a Fiftenmile-patakra használt kifejezésről kapta. A posta 1880 és 1894 között működött.
A The Dalles Weekly Chronicle 1898-as cikke szerint a helyi iskolának öt fiú és tizennégy lány diákja volt.

## Fordítás
- Ez a szócikk részben vagy egészben  a   Nansene, Oregon című angol Wikipédia-szócikk ezen változatának fordításán alapul.  Az eredeti cikk szerkesztőit annak laptörténete sorolja fel. Ez a jelzés csupán a megfogalmazás eredetét és a szerzői jogokat jelzi, nem szolgál a cikkben szereplő információk forrásmegjelöléseként.